# Curveball

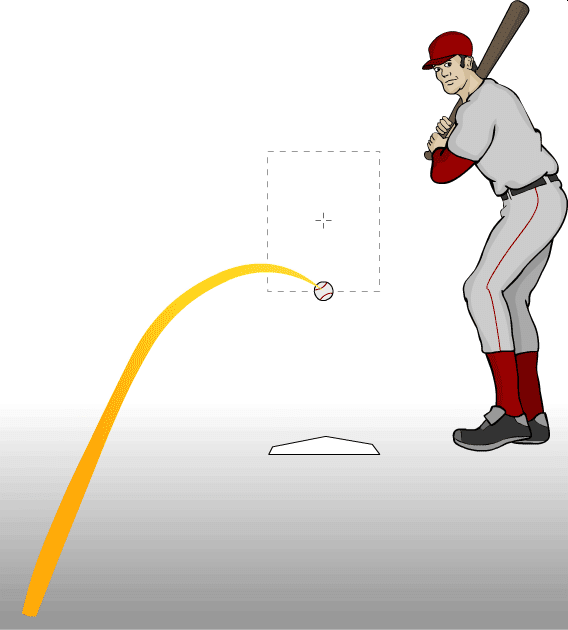
Curveball

rotatie van de geworpen curveball

Een curveball is een worp die gebruikt wordt bij honkbal.

## Omschrijving
Het is een worp met een karakteristieke greep en handbeweging waardoor de bal een neerwaartse en zijdelingse draaiing ondergaat vanaf het moment van werpen door de pitcher.

## Draaibeweging
In tegenstelling tot een fastball waarbij er enkel sprake is van een terugwaarts draaiende beweging, backspin, heeft de curveball een diagonale draaibeweging waardoor er een vacuüm ontstaat achter de bal waardoor deze een neerwaartse vallende beweging krijgt in de richting van de slagplaat (pitch). Hierdoor verstoort hij de timing van de slagman die op het verkeerde moment de slagbeweging inzet.

## Effect
De curveball is niet gemakkelijk om goed te gooien. Door de toenemende topspin die de bal verkrijgt is het wanneer de slagman hem wel weet te raken een bal die dan een enorme backspin krijgt waardoor hij ver het veld in kan komen. De curve kan zowel verticaal als horizontaal uitgevoerd worden waardoor de bal ofwel een beweging naar de grond maakt ofwel een beweging naar een van de zijkanten. De curveball met een verticaal neerwaartse beweging is moeilijker te raken dan een curveball die horizontaal uitwijkt.